# Roberts Blūmentāls
Roberts Blūmentāls (22 ottobre 1906 – 16 novembre 1977) è stato un calciatore lettone, di ruolo attaccante.

## Carriera

### Club
Nel periodo in cui ha militato in nazionale giocava nell'Olimpija Liepāja, con cui ha vinto 3 campionati lettoni.

### Nazionale
Il suo esordio in nazionale avvenne il 21 agosto 1926 nella gara amichevole contro la Lituania.
In totale ha disputato 10 partite in nazionale, senza mettere a segno reti.

## Statistiche

### Cronologia presenze e reti in nazionale
| Cronologia completa delle presenze e delle reti in nazionale ― Lettonia | Cronologia completa delle presenze e delle reti in nazionale ― Lettonia | Cronologia completa delle presenze e delle reti in nazionale ― Lettonia | Cronologia completa delle presenze e delle reti in nazionale ― Lettonia | Cronologia completa delle presenze e delle reti in nazionale ― Lettonia | Cronologia completa delle presenze e delle reti in nazionale ― Lettonia | Cronologia completa delle presenze e delle reti in nazionale ― Lettonia | Cronologia completa delle presenze e delle reti in nazionale ― Lettonia |
| Data                                                                    | Città                                                                   | In casa                                                                 | Risultato                                                               | Ospiti                                                                  | Competizione                                                            | Reti                                                                    | Note                                                                    |
| ----------------------------------------------------------------------- | ----------------------------------------------------------------------- | ----------------------------------------------------------------------- | ----------------------------------------------------------------------- | ----------------------------------------------------------------------- | ----------------------------------------------------------------------- | ----------------------------------------------------------------------- | ----------------------------------------------------------------------- |
| 21-8-1926                                                               | Kaunas                                                                  | Lituania                                                                | 2 – 3                                                                   | Lettonia                                                                | Amichevole                                                              | -                                                                       |                                                                         |
| 11-9-1927                                                               | Helsinki                                                                | Finlandia                                                               | 3 – 1                                                                   | Lettonia                                                                | Amichevole                                                              | -                                                                       |                                                                         |
| 25-9-1927                                                               | Riga                                                                    | Lettonia                                                                | 4 – 1                                                                   | Estonia                                                                 | Amichevole                                                              | -                                                                       |                                                                         |
| 6-7-1928                                                                | Riga                                                                    | Lettonia                                                                | 0 – 4                                                                   | Svezia                                                                  | Amichevole                                                              | -                                                                       |                                                                         |
| 28-7-1929                                                               | Malmö                                                                   | Svezia                                                                  | 10 – 0                                                                  | Lettonia                                                                | Amichevole                                                              | -                                                                       |                                                                         |
| 4-8-1930                                                                | Riga                                                                    | Lettonia                                                                | 3 – 0                                                                   | Finlandia                                                               | Amichevole                                                              | -                                                                       |                                                                         |
| 16-8-1930                                                               | Kaunas                                                                  | Lettonia                                                                | 3 – 2                                                                   | Estonia                                                                 | Coppa del Baltico 1930                                                  | -                                                                       |                                                                         |
| 17-8-1930                                                               | Kaunas                                                                  | Lituania                                                                | 3 – 3                                                                   | Lettonia                                                                | Coppa del Baltico 1930                                                  | -                                                                       |                                                                         |
| 26-10-1930                                                              | Varsavia                                                                | Polonia                                                                 | 6 – 0                                                                   | Lettonia                                                                | Amichevole                                                              | -                                                                       |                                                                         |
| 27-9-1931                                                               | Riga                                                                    | Lettonia                                                                | 2 – 1                                                                   | Estonia                                                                 | Amichevole                                                              | -                                                                       |                                                                         |
| Totale                                                                  |                                                                         | Presenze                                                                | 10                                                                      |                                                                         | Reti                                                                    | 0                                                                       |                                                                         |

## Palmarès
- Campionato lettone: 3

1927, 1928, 1929